# Tolerantie (techniek)
 Tolerantie  is een begrip uit de techniek. Onder tolerantie verstaat men de toestand van een systeem, waarin een afwijking van de normaaltoestand, veroorzaakt door een verstorende inwerking, (nog) niet leidt tot correctie of corrigerende maatregelen vereist. In engere zin is tolerantie de maximale afwijking van een standaard of een standaardmaat, waarbij die de functie van een systeem nog net niet in gevaar brengt.

## Maattolerantie (werktuigbouwkunde)
Het productieproces gaat gepaard met variatie. Door deze variatie zijn geen twee producten identiek. De vraag ontstaat dan welke afwijking nog toelaatbaar is om de functie te kunnen vervullen waarvoor het product bedoeld is. Een nauwere tolerantie betekent dat een nauwkeurige productiestap moet worden gevolgd, een grotere kans op uitval, en/of betere procescontrole moet plaatsvinden; met andere woorden, het product wordt duurder. De afweging tolerantie vs. functie is een taak van de constructeur; meestal legt hij de de ondergrens en de bovengrens vast op een ontwerptekening. Met dit ontwerp wordt het mogelijk dat iedereen in de keten (constructeur, werkvoorbereider, fabrikant, monteur, kwaliteitsmedewerker etc.) het product maken, assembleren, controleren, en onderhouden. Maattoleranties zijn ook een absolute voorwaarde voor uitwisselbare onderdelen en massaproductie aangezien het het maakproces los koppelt van het montageproces.
Opmerking: nauw verwant, en ook vaak verward met tolerantie, is het begrip passing:
- Tolerantie beschrijft een enkel onderdeel.
- Passing beschrijft de combinatie van twee toleranties.

## Normering (werktuigbouwkunde)
De internationale normering is vastgelegd in de norm ISO 286: "Geometrical product specifications (GPS)". Doordat deze norm overal wordt gebruikt, weet iedereen in de keten (van ontwerp tot en met service) wat de geometrische eisen zijn.

### Tolerantie
Een tolerantie wordt beschreven met drie gegevens, bijvoorbeeld '12G6':
- de nominale maat '12'
- basisgrensmaat 'G', bepaalt de ligging van de tolerantie t.o.v. de nominale maat
- tolerantiekasse '6', bepaalt de breedte van de tolerantie

Met behulp van een tabel in de norm kan worden opgezocht dat de bijbehorende grenzen van 12G6 zijn: 12.006 en 12.017.

### Controle

Een kaliber voor tolerantie 16h6

De controle of het gefabriceerde deel voldoet aan de tolerantie kan met meetmiddelen worden gedaan, zoals een schuifmaat, maar ook met kalibers, die vormgebonden zijn.

### Passing
Als twee delen op elkaar gemonteerd worden, ontstaat een combinatie van twee toleranties, een passing genoemd. Dit begrip wordt beschreven op pagina Passing (werkstuk).